# Szebasztian Shtetner
Szebasztian Shtetner je bio mađarski slikar iz Budimpešte.
Djelovao je sredinom 18. stoljeća. U svoje je vrijeme bio najtraženiji barokni slikar oltarnih slika.
U Subotici se nalaze njegove slike na najstarijem oltaru franjevačke crkve sv. Mihovila.